# Morville (Luxemburg)
Morville is een gehucht in de Belgische provincie Luxemburg. Het ligt in de deelgemeente Wéris, een deelgemeente van Durbuy. Morville ligt ongeveer 1,2 kilometer ten noorden van het dorpje Wéris aan de weg naar Heyd.

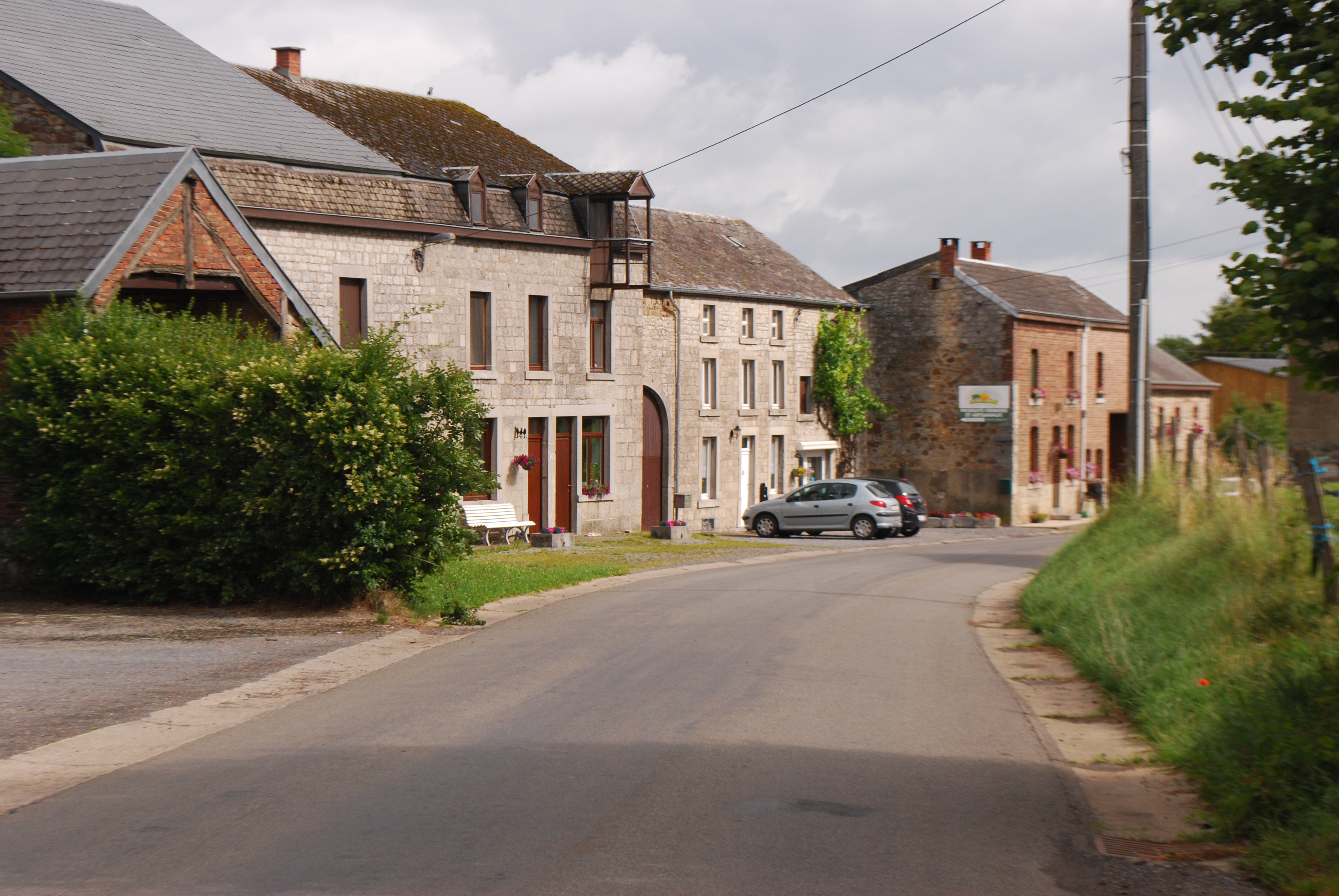
Zicht op Morville

## Bezienswaardigheden
- Menhir van Morville, een van de megalieten bij Wéris
- Pierre Haina
- Duivelsbed (Lit du Diable)

Deelgemeenten: Barvaux · Bende · Bomal · Borlon · Durbuy · Grandhan · Heyd · Izier · Septon · Tohogne · Villers-Sainte-Gertrude · Wéris

Overige plaatsen: Aisne · Bohon · Grande Enneille· Herbet · Hermanne · Houmart · Juzaine · Longueville · Morville · Oneux · Oppagne · Ozo · Palenge · Pas-Bayard · Petite Enneille · Petite-Somme · Petithan · Rome · Verlaine-sur-Ourthe · Warre

Belgische gemeenten · Arrondissement Marche-en-Famenne · Luxemburg · Wallonië